# Ростселмаш
Ростселмаш (на рус.: Ростсельмаш, съкратено от Ростов и сельскохозяйственные машины) е руска компания производител на селскостопанска техника. Основана е през 1929 г. в Ростов на Дон. Днес има производствени мощности в Русия, САЩ, Канада и ЕС, а машините ѝ се използват в 56 страни включително и България.

## Продукти
Продуктовата линия на компанията включва над 150 модела и модификации на 24 типа селскостопанска техника – разнообразни комбайни, трактори, пръскачки, сеялки, зърнопреработвателно оборудване и др. Марките които компанията притежава са Rostselmash, Versatile, Farm King, Buhler.
- Зърнокомбайн Rostselmash Acros 530
- Фуражокомбайн Don-680M
- Комбайн СК-5 в с. Боженица, България